# Палкино (Антроповский район)
Палкино — село в Антроповском районе Костромской области. Административный центр Палкинского сельского поселения.

## География
Через село протекает река Печелда, берущая начало на его окраине.

## История
В древности тут был погост Николо-Дор, по имени которого вся волость называлась Доровской. Название погоста происходило от находившийся здесь Никольской церкви и от глагола «дор», обозначавшего «драть», «выдирать» — чистить место от леса. Рядом находилась Шарицкая волость, располагавшаяся по верхнему течению реки Шачи.
Село возникло в годы царствования Ивана Грозного и было населено черносошными крестьянами. В 1613 году оно было пожаловано Ивану Никитичу Романову:
Да Ивану жъ Никитичю въ нынѣшнемъ 121 году дано при боярехъ въ Галичѣ черная Доровская волость
В XVII веке Доровская волость была вотчиной князей Ромодановских, которые получили её за оборону Москвы от поляков в 1618 году.. Первым владельцем был князь Григорий Петрович Ромодановский, затем Доровская волость по разделу досталась его сыновьям Василию Григорьевичу-старшему и Василию Григорьевичу младшему. Затем братья вновь произвели раздел — и Палкино было закреплено за потомками Василия-старшего. Кроме Ромодановских в XVII веке частью земель Доровской волости владел Глеб Иванович Морозов. Когда дочь князя Степана Васильевича Ромодановского и внучка князя Василия-старшего, Марфа вышла замуж за князя Бориса Михайловича Черкасского, вотчина перешла к последнему.
Через село проходили торговые пути из Новгорода и с севера через Галич и Чухлому в Вятку, Сибирь и Казань. В 1673 году в Палкине имелся кабак, который содержал Якушка Дементьев.
В 1724 году сын князя Б.М. Черкасского Пётр Борисович Черкасский продал Палкино помещику Ивану Мусину-Пушкину, о чём имеется соответствующая запись в крепостной книге Галича:

Ундер-лейтенант морского флота Петр Борисов сын Черкасский продал капитану Ивану Мусину-Пушкину вотчину свою в Галичском уезде, в Доровской волости, село Столбово, а Палкино тож с деревнями Ермино, Купово, Мантурово, Малофейцево, Черепино, Холм, а в оном селе двор вотчинников со всяким хоромным строением, а в выше писанном селе и деревнях крестьянские дворы и в них люди с женами и детьми, со всякими крестьянскими животы, с хлебом стоячим, молоченым и земляным и хоромным и гуменным строением, а за все у него, Ивана Мусина-Пушкина, за ту вотчину взял денег 2070 рублев

В 1928 году Палкино стало центром района. В 1930 году в селе был создан колхоз «Путь Ленина». В последующем центр района был перенесён в Антропово.

## Население
| 1959 | 2008  | 2010 | 2014  |
| ---- | ----- | ---- | ----- |
| 1351 | ↘1029 | ↘872 | ↗1028 |

## Достопримечательности
- Церковь Николая Чудотворца, что на Дору

## Известные уроженцы
- Горчаков, Михаил Иванович (1838—1910) — священнослужитель Русской православной церкви, протоиерей, профессор церковного права.
- Щенников, Александр Александрович  (1900—19??) — советский военачальник, полковник.
- Владимир Александрович Вишневский (10.07.1888--30.06.1956) - инженер-электрик. Организовал первую электростанцию в г. Галич, затем достройка и оборудование электростанции в Казани. [8][9]